# Mendoncia rotundifolia
Mendoncia rotundifolia là một loài thực vật có hoa trong họ Ô rô. Loài này được Poepp. & Endl. mô tả khoa học đầu tiên năm 1845.